# András Stark
András Stark (Tarján, 27 novembre 1949) è un ex sollevatore ungherese che ha gareggiato nelle categorie dei pesi medi (fino a 75 kg.) e dei pesi massimi leggeri (fino a 82,5 kg.).

## Carriera
Nel 1972 Stark partecipò alle Olimpiadi di Monaco di Baviera nella categoria dei pesi medi, terminando al 7º posto finale con 460 kg. nel totale di tre prove.
L'anno successivo vinse la medaglia di bronzo ai Campionati mondiali de L'Avana con 312,5 kg. nel totale di due prove, essendo stata nel frattempo abolita la prova di distensione lenta.
Prese parte anche alle Olimpiadi di Montréal 1976, dove concluse la competizione al 6º posto finale con 315 kg. nel totale.
Nel 1978 ottenne la medaglia di bronzo ai Campionati europei di Havířov con 330 kg. nel totale.
L'anno seguente passò alla categoria superiore dei pesi massimi leggeri, classificandosi al 4º posto ai Campionati europei di Varna con 340 kg. nel totale e terminando fuori classifica ai Campionati mondiali di Salonicco per aver fallito i tre tentativi nella prova di strappo.
Dopo aver concluso la carriera agonistica diventò allenatore di sollevamento pesi.